# Video nasty
Video nasty is een term die in Groot-Brittannië in de jaren 80 werd gebruikt om gewelddadige films op videocassette mee aan te duiden. De term was onderdeel van het vertoog van een mediahype tegen gewelddadige films, met name Amerikaanse en Italiaanse horrorfilms. Deze hype resulteerde uiteindelijk in een verbod op enkele tientallen films, waaronder The Driller Killer en Cannibal Holocaust.

## Oorsprong van de hype
De Britse audiovisuele media stonden traditioneel onder toezicht van de BBFC, de British Board of Film Censors (Britse Raad voor de Filmcensuur). Deze raad voorzag films en televisieprogramma's van een keuring, en had in extreme gevallen de bevoegdheid werken te verbieden. 

De opkomst van de videorecorder eind jaren 70 was echter niet voorzien, en gaf video-importeurs de gelegenheid videobanden te verspreiden zonder keurmerk. Hierdoor konden buitenlandse horror - en exploitatiefilms worden geïmporteerd zonder de BBFC in kennis te stellen.
Dit fenomeen bleef enkele jaren onopgemerkt, tot in 1982 commotie ontstond over The Driller Killer -ironisch genoeg door toedoen van de distributeur, Vipco, zelf. Deze adverteerde in enkele bladen met de cover van deze film- waarin een menselijk hoofd wordt doorboord met een drilboor. Deze advertentie kreeg veel aandacht en zorgde voor tientallen klachten.
Enkele maanden later vond een soortgelijk incident plaats met betrekking tot de film Cannibal Holocaust. De distributeur, Go Video, benaderde anoniem de activiste Mary Whitehouse. Whitehouse had al eerder bekendheid verworven door haar acties tegen wat zij zag als de verloedering van de media. Go Video rekende er op dat zij voor de nodige commotie, en daarmee gratis publiciteit, voor deze film kon zorgen.
Whitehouse begon inderdaad een campagne tegen de video nasty - de term is door haar geïntroduceerd. Zij kreeg hierbij steun van enkele invloedrijke kranten, zoals The Sunday Times en de Daily Mail. In diverse artikelen werd verslag gedaan van de effecten van gewelddadige video's op kinderen. Enkele criminelen waren bereid te verklaren dat zij tot hun handelen overgingen na het zien van gewelddadige video's- iets wat deze criminelen ook gebruikten als verweer in hun respectievelijke rechtszaken.

## Gevolgen
De Director of Public Prosecutions, DPP, publiceerde in juni 1983 een lijst van films die verboden zouden worden, en waarvan de makers zouden worden aangeklaagd. De verboden vonden plaats op basis van de Obscene Publications Act, een ouder wetsartikel dat voor deze gelegenheid uit de kast werd gehaald. De lijst werd iedere maand bijgewerkt. In totaal zouden 74 films op de lijst verschijnen. Van deze lijst werden 39 films uiteindelijk verboden; de andere 35 werden alsnog toegestaan.
In 1984 diende het conservatieve parlementslid Graham Bright een wetsvoorstel in waarin werd gesteld dat ook video's zouden moeten worden gekeurd door de BBFC. Deze wet werd aangenomen en in 1985 van kracht. Deze wet werd later geamendeerd om ook films op dvd en cd-rom van een keurmerk te voorzien.

## De verboden films tegenwoordig
27 van de 39 verboden films zijn inmiddels weer toegestaan, vaak met enkele kleine bewerkingen. Twaalf ervan zijn nog steeds verboden. In de meeste gevallen is dit omdat er geen nieuwe keuring is aangevraagd. Uitzondering hierop is Love Camp 7, waarvoor in 2002 een herkeuring werd aangevraagd. Love Camp 7 werd hierop opnieuw verboden. Dit omdat de hele film volgens de BBFC is gebaseerd op de vermenging van seks en geweld en dit niet op te lossen is door scènes te verwijderen.

## Video nasty-lijst
- Absurd (Rosso Sangue, 1981)
- Anthropophagus (1980)
  - Reden: scène waarin een foetus opgegeten wordt.
- Axe! (Lisa, Lisa, 1977)
- A Bay of Blood (Reazione a catena, 1971)
- The Beast in Heat (La bestia in Calore, 1977)
- The Beyond (...E tu vivrai nel terrore - L'Aldilà, 1981)
- Blood Feast (1963)
- The Ghastly Ones (1968)
- Bloody Moon (Die Säge des Todes, 1981)
- The Boogeyman (1980)
- The Burning (1981)
- Cannibal Apocalypse (Apocalypse Domani, 1980)
- Cannibal Ferox (1981)
  - Reden: echte moord op dier 'on screen'
- Cannibal Holocaust (1980)
  - Reden: echte moord op dier 'on screen'
- Cannibal Man (La Semana del Asesino, 1972)
- Cannibal Terror (Terreur Cannibale, 1981)
- Contamination (1980)
- Dead & Buried (1981)
- Death Trap (Eaten Alive, 1976)
- Deep River Savages (Il paese del sesso selvaggio, 1972)
  - Reden: echte moord op dier 'on screen'
- Delirium (1979)
- The Man Hunter (El Canibal, 1980)
- Don't Go in the House (1979)
- Don't Go in the Woods (1981)
- Don't Look in the Basement (The Forgotten!, 1973)
- Don't Ride on Late Night Trains (L'ultimo treno della notte, 1975)
- The Driller Killer (1979)
- The Evil Dead (1981)
- Evilspeak (1981)
- Exposé (The House on Straw Hill; Trauma) (1976)
- Faces of Death (1978)
  - Reden: echte moord op dier 'on screen'
- Fight for Your Life (1977)
- Flesh for Frankenstein (Andy Warhol's Frankenstein) (1973)
- Forest of Fear (Bloodeaters, 1980)
- Frozen Scream (1975)
- Funhouse (1981)
- The Gestapo's Last Orgy (L'ultima orgia del III Reich, 1977)
- House by the Cemetery (Quella villa accanto al cimitero, 1981)
- House on the Edge of the Park (La casa sperduta nel parco, 1980)
- Human Experiments (Beyond the Gate) (1979)
- I Miss You Hugs and Kisses (Drop Dead, Dearest) (1978)
- I Spit on Your Grave (Day of the Woman, 1978)
- Inferno (1980)
- Island of Death (Ta Paidia tou Diavolou, 1976)
- Killer Nun (Suor Omicidi, 1979)
- The Last House on the Left (1972)
- Living Dead at Manchester Morgue (Non si deve profanare il sonno dei morti, 1974)
- Love Camp 7 (1969)
- Madhouse (There Was a Little Girl, 1981)
- Mardi Gras Massacre (1981)
- The Mountain of the Cannibal God (La montagna del dio cannibale, 1978)
  - Reden: echte moord op dier 'on screen'
- Night of the Bloody Apes (La Horripilante bestia humana, 1969)
- Night of the Demon (1980)
- Nightmare Maker (Night Warning, 1982)
- Nightmares in a Damaged Brain (Nightmare, 1981)
- Possession (The Night the Screaming Stops) (1981)
- Pranks (The Dorm That Dripped Blood, 1982)
- Revenge of the Boogeyman (Boogeyman II) (1983)
- Shogun Assassin (Kozure Ōkami) (1980)
- The Slayer (1982)
- Snuff (1975)
- SS Experiment Camp (Lager SSadis Kastrat Kommandantur, 1976)
- Tenebrae (Tenebre, 1982)
- Terror Eyes (Night School, 1981)
- The Toolbox Murders (1978)
- Unhinged (1982)
  - Reden: veelvuldig geweld en naaktheid
- Visiting Hours (The Fright; Get Well Soon) (1982)
- The Werewolf and the Yeti (La Maldición de la bestia, 1975)
- The Witch Who Came from the Sea (1976)
- Women Behind Bars (Des diamants pour l'enfer, 1975)
  - Reden: het veelvuldig vermengen van seks met extreem geweld
- Xtro (1982)
  - Reden: verkrachtingsscène door buitenaards wezen en buitengewone geboortescène als gevolg van
- Zombie Creeping Flesh (Hell of the Living Dead) (Virus, 1980)
- Zombie (Zombie Flesh Eaters) (Zombi 2 , 1979)
  - Reden: scène waarin een oog langzaam doorboord wordt door een stuk hout

Cursief tussen haakjes staan de originele titels.

### Sectie 3-video nasties
Onderstaande titels op de Sectie 3-lijst konden niet worden vervolgd wegens obsceniteit, maar waren vatbaar voor inbeslagname en confiscatie onder een 'minder obscene' aanklacht. Video's die onder sectie 3 in beslag zijn genomen, konden worden vernietigd nadat distributeurs of verkopers ze hadden verbeurd.
- Abducted (1973) (Schoolgirls in Chains)
- The Aftermath (1982) (Zombie Aftermath)
- The Black Room (1984)
- Blood Lust (?) (Mosquito the Rapist)
- Blood Song (1982) (Dream Slayer)
- Blue Eyes of the Broken Doll (1974) (Los Ojos Azules de la Muñeca Rota)
- Brutes and Savages (1978)
- Cannibals (1980) (Mondo Cannibale)
- The Chant of Jimmie Blacksmith (1978)
- The Child (1977)
- Christmas Evil (1980) (You Better Watch Out)
- Communion (1976) Alice, Sweet Alice)
- Dawn of the Dead (1978)
- Dawn of the Mummy ((1981)
- Dead Kids (1981) (Strange Behavior)
- Death Weekend (1976)
- Deep Red (1975) (Profondo Rosso)
- Demented (1980)
- The Demons (Les Démons)
- Don't Answer the Phone! (1980)
- Eaten Alive! (1980) (Mangiati Vivi!)
- Enter the Devil (1972)
- The Erotic Rites of Frankenstein (1972) (La Maldición de Frankenstein)
- The Evil (1978)
- The Executioner (1974) (Like Father, Like Son)
- Final Exam (1981)
- Foxy Brown (1974)
- Friday the 13th (1980)
- Friday the 13th Part 2 (1981)
- G.B.H. (1983)
- Graduation Day (1981)
- Happy Birthday to Me (1981)
- The Headless Eyes (1971)
- Escape from Hell (1980) (Femmine Infernali)
- The Hills Have Eyes (1977)
- Home Sweet Home (1981)
- Honeymoon Horror (1982)
- Inseminoid (1981)
- Invasion of the Blood Farmers (1972)
- The Killing Hour (1982) (The Clairvoyant)
- Last Cannibal World (1977) (Ultimo Mondo Cannibale)
- The Last Horror Film (1982)
- The Last Hunter (1980) (L'Ultimo Cacciatore)
- The Love Butcher (1975)
- The Mad Foxes (?)
- Mark of the Devil (1970) (Hexen bis aufs Blut Gequält)
- Martin (1978)
- Massacre Mansion (Mansion of the Doomed)
- Mausoleum (1983)
- Midnight (1982)
- Naked Fist (1981) (Firecracker)
- The Nesting (1981)
- The New Adventures of Snow White (1969) (Grimms Märchen von Lüsternen Pärchen)
- Nightbeast (1982)
- Night of the Living Dead (1968)
- Nightmare City (1980) (Incubo sulla Città Contaminata)
- Oasis of the Zombies (1982) (L'Abîme des Morts Vivants)
- Parasite (1982)
- Phantasm (1979)
- Pigs (1973) (Daddy's Deadly Darling)
- Prey (1977)
- Prom Night (1980)
- Rabid (1977)
- Rosemary's Killer (1981) (The Prowler)
- Savage Terror (1978) (Primitif)
- Scanners (1981)
- Scream for Vengeance! (1980) (Vengeance)
- Shogun Assassin (1980)
- Street Killers (1970) (La Belva col Mitra)
- Suicide Cult (1975) (The Astrologer)
- Superstition (1982)
- Suspiria (1977)
- Terror (1978)
- Texas Chain Saw Massacre (1974)
- The Thing (1982)
- Tomb of the Living Dead (1968) (The Mad Doctor of Blood Island)
- The Toy Box (1971)
- Werewolf Woman (1976) (La Lupa Mannara)
- Wrong Way (1972)
- Zombie Holocaust (1980) (Zombi Holocaust)
- Zombie Lake (1981) (Le Lac des Morts Vivants)

### Films die zijn verboden door de BBFC maar niet worden geclassificeerd als "video nasties"
- Maniac (1980)
- Mother's Day (1980)
- The New York Ripper (1982) (Lo Squartatore di New York)
- Straw Dogs (1971)

### Overige films die door de politie in beslag zijn genomen, maar niet worden geclassificeerd als "video nasties"
- Basket Case (1982)
- Blood for Dracula (1974)
- City of the Living Dead (1980)
- Macabre (1980)
- Madman (1981)
- Night of the Seagulls (1975)
- Terror Express (1979)